# Nathalie Brugger
Nathalie Brugger (Lausana, 25 de diciembre de 1985) es una deportista suiza que compitió en vela en las clases Laser Radial y Nacra 17.
Ganó una medalla de bronce en el Campeonato Mundial de Nacra 17 de 2013. Participó en tres Juegos Olímpicos de Verano, entre los años 2008 y 2016, ocupando el sexto lugar en Pekín 2008 (Laser Radial) y el séptimo en Río de Janeiro 2016 (Nacra 17).

## Palmarés internacional
| \| Campeonato Mundial \| Campeonato Mundial \| Campeonato Mundial \| Campeonato Mundial \| \| Año \| Lugar \| Medalla \| Clase \| \| ------------------ \| ---------------------- \| ------------------ \| ------------------ \| \| 2013 \| La Haya (Países Bajos) \| Medalla de bronce \| Nacra 17 \| |                        |                   |          |
| Campeonato Mundial |                        |                   |          |
| Año | Lugar                  | Medalla           | Clase    |
| 2013 | La Haya (Países Bajos) | Medalla de bronce | Nacra 17 |